# Vuurbuikvliegenvanger
De vuurbuikvliegenvanger (Petroica phoenicea) is een vogel uit de familie van de Petroicidae (Australische vliegenvangers).

## Voorkomen
De vogel komt voor in het zuidoosten van Australië, inclusief Tasmanië.

## Kenmerken
De vuurbuikvliegenvanger is 12 tot 14 cm lang. Hij is slanker gebouwd dan de andere leden van het geslacht Petroica, met relatief lange vleugels en de nek en een kleine kop. Het mannetje is gemakkelijk te onderscheiden door zijn helder oranje-rood verenkleed van keel, borst en buik.

## Status
De grootte van de populatie is in 2020 geschat op 8,7 miljoen volwassen vogels. Op de Rode lijst van de IUCN heeft deze soort de status niet bedreigd.